# Gregorio Guglielmi
Gregorio Guglielmi (ur. 13 grudnia 1714 w Rzymie, zm. 2 lutego 1773 w Petersburgu) – włoski malarz, aktywny głównie w Niemczech.
W Rzymie wykonał freski w szpitalu Santo Spirito in Saxia, w kościele Santissima Trinità degli Spagnoli i w dawnym klasztorze św. Augustyna. Następnie udał się do Drezna (1753) i do Wiednia (1755), gdzie namalował sufit Akademii Nauk według tematyki poety Pietra Metastasia i pracował nad dekoracją Pałacu Schönbrunn (1761–1762), częściowo zniszczoną w czasie II wojny światowej. Pracował także w Berlinie (1764), Augsburg (1765), w Turynie (1765) i w Petersburgu.